# Чино (Каліфорнія)
Чино (англ. Chino) — місто (англ. city) в США, в окрузі Сан-Бернардіно штату Каліфорнія. Населення — 91 403 особи (2020).

## Географія
Розташоване на крайньому південному заході округу, за 53 км від міста Сан-Бернардіно, 56 км від Лос-Анджелеса та 42 км від Ріверсайда за координатами 33°58′39″ пн. ш. 117°39′27″ зх. д. / 33.97750° пн. ш. 117.65750° зх. д. (33.977432, -117.657465). За даними Бюро перепису населення США в 2010 році місто мало площу 76,80 км², з яких 76,77 км² — суходіл та 0,03 км² — водойми.

### Клімат
| Клімат : Чино           | Клімат : Чино | Клімат : Чино | Клімат : Чино | Клімат : Чино | Клімат : Чино | Клімат : Чино | Клімат : Чино | Клімат : Чино | Клімат : Чино | Клімат : Чино | Клімат : Чино | Клімат : Чино | Клімат : Чино |
| Показник                | Січ.          | Лют.          | Бер.          | Квіт.         | Трав.         | Черв.         | Лип.          | Серп.         | Вер.          | Жовт.         | Лист.         | Груд.         | Рік           |
| Абсолютний максимум, °C | 32,8          | 34,4          | 37,8          | 40,0          | 41,1          | 42,2          | 48,9          | 42,8          | 45,0          | 41,7          | 36,1          | 33,9          | 45,0          |
| Середній максимум, °C   | 20,0          | 20,6          | 21,7          | 24,4          | 26,1          | 28,9          | 32,2          | 33,3          | 31,7          | 26,7          | 23,3          | 20,0          | 25,8          |
| Середній мінімум, °C    | 6,1           | 7,2           | 8,3           | 9,4           | 12,2          | 14,4          | 16,7          | 16,7          | 15,6          | 12,8          | 8,3           | 5,6           | 11,1          |
| Абсолютний мінімум, °C  | −6,1          | −5            | −3,3          | −1,7          | 1,1           | 3,9           | 2,8           | 6,1           | 3,3           | −1,7          | −4,4          | −5,6          | −6,1          |
| Норма опадів, мм        | 79            | 121           | 67            | 30            | 6             | 2             | 0             | 1             | 4             | 27            | 41            | 62            | 440           |
| ----------------------- | ------------- | ------------- | ------------- | ------------- | ------------- | ------------- | ------------- | ------------- | ------------- | ------------- | ------------- | ------------- | ------------- |
| Джерело:                |               |               |               |               |               |               |               |               |               |               |               |               |               |

## Населення
Згідно з переписом 2010 року, у місті мешкали 77 983 особи в 20 772 домогосподарствах у складі 16 936 родин. Густота населення становила 1015 осіб/км².  Було 21797 помешкань (284/км²).
Расовий склад населення:
| - 56,4 % — білих - 10,5 % — азійців - 6,2 % — чорних або афроамериканців - 1,0 % — корінних американців - 0,2 % — вихідців з тихоокеанських островів - 21,2 % — осіб інших рас |

До двох чи більше рас належало 4,6 %. Частка іспаномовних становила 53,8 % від усіх жителів.
За віковим діапазоном населення розподілялося таким чином: 25,3 % — особи молодші 18 років, 67,4 % — особи у віці 18—64 років, 7,3 % — особи у віці 65 років та старші. Медіана віку мешканця становила 33,2 року. На 100 осіб жіночої статі у місті припадало 105,7 чоловіка; на 100 жінок у віці від 18 років та старших — 105,2 чоловіка також старших 18 років.
Середній дохід на одне домашнє господарство  становив 86 338 доларів США (медіана — 72 872), а середній дохід на одну сім'ю — 92 833 долари (медіана — 80 072). Медіана доходів становила 52 567 доларів для чоловіків та 40 274 долари для жінок. За межею бідності перебувало 11,6 % осіб, у тому числі 14,2 % дітей у віці до 18 років та 11,5 % осіб у віці 65 років та старших.
Цивільне працевлаштоване населення становило 33 574 особи. Основні галузі зайнятості: освіта, охорона здоров'я та соціальна допомога — 20,2 %, виробництво — 13,1 %, роздрібна торгівля — 12,0 %.
З 20 772 домашніх господарств в 48% — виховували дітей віком до 18 років, 59,8% були подружніми парами, які спільно проживають, в 14,6% господарств жінки проживали без мужів, в 7,1% — особи проживали без жінок. 13,5% домогосподарств складалися з однієї особи, при цьому 4,9% склали самотні літні люди у віці 65 років та старше. В середньому домашнє господарство ведуть 3,41 особи, а середній розмір родини — 3,72 особи.
Частка осіб менш як 18 років — 25,3%; частка осіб старших 65 років — 7,3%. Середній вік населення — 33,2 роки. На кожні 100 жінок в середньому припадає 105,7 чоловіка. На кожні 100 жінок у віці старше 18 років припадає 105,2 чоловіка.

## Транспорт
Приблизно за 5 км на південний схід від міста розташований аеропорт Чино.